# Ceratophygadeuon distans
Ceratophygadeuon distans là một loài tò vò trong họ Ichneumonidae.